# Aeroportul Colonia Las Heras
Aeroportul Colonia Las Heras (IATA: LHS, ICAO: SAVH) este un aeroport din Provincia Santa Cruz, Argentina ce deservește zona Las Heras⁠(d). A fost numit după zona deservită.
Situat la o altitudine de 335 m, aeroportul dispune de o singură pistă.